# Athén története

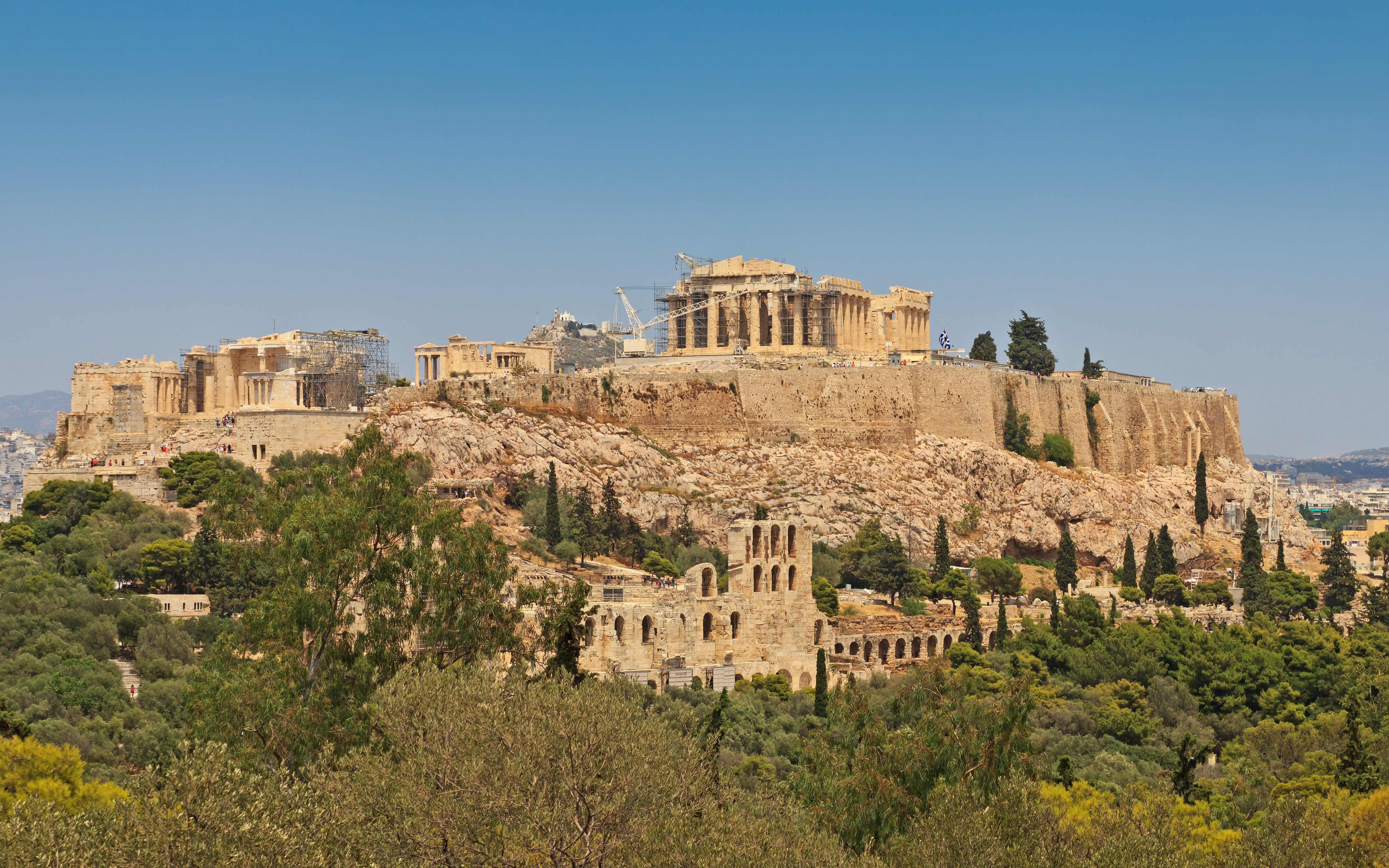
Az athéni Akropolisz

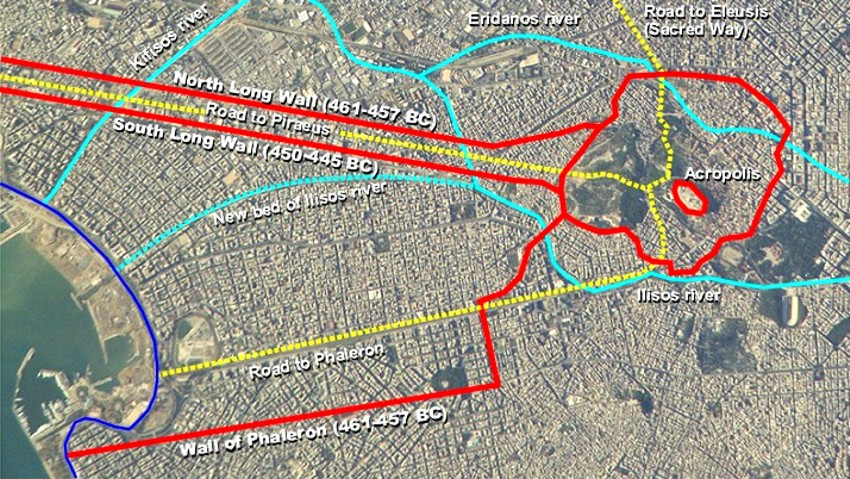
A vörös vonal az i. e. 5. századi Athén fekvését jelöli a mai város műholdképén

Athén története kezdődött a legrégebben  Európa városainak története közül. Athén majdnem folytonosan lakott volt a legutóbbi legalább 3000 évben. Az ókori görög világ vezető városává vált az i. e. 1. évezredben. Az i. e. 5. században elért kulturális vívmányai lefektették a nyugati civilizáció alapjait. A középkorban Athén először lehanyatlott, utána a Bizánci Birodalom idején magához tért. Athén viszonylagos virágzásban volt a keresztes háborúk idején, hasznot húzva az itáliai kereskedelemből. Az Oszmán Birodalom alatti hosszú hanyatlása után a 19. században újra felemelkedett mint a független Görögország fővárosa.

## Eredete és fekvése
Athén antik neve Athénai (Ἀθῆναι) volt, ami többes számú alak, mert több falu egybeolvadásából született. A névnek nincs határozott görög etimológiája. A görögök úgy gondolták, Athéné istennőről kapta a nevét, de az is éppoly elképzelhető, hogy az istennő kapta a nevét a városról. Athén története az újkőkorszakban kezdődik, mint egy dombtetőn levő erőd az Akropoliszon ("magas város"), valamikor az i. e. 3. évezredben. Az Akropolisz egy természetes védhely, ami ellenőrzése alatt tartja a környező síkságot. A település mintegy 8 kilométerre volt a Szaróni-öböltől a szárazföld belsejében egy dombokkal körülvett termékeny völgyben. Keletre fekszik tőle a Hümettosz-hegy, északra a Pentelikon és a parti síkság, ami egy kicsit átnyúlik nyugat felé is. A Kephiszosz régen átfolyt a városon, ami nagyon kis területet foglalt el a modern nagyvárosi Athénhoz képest. A fallal körülvett antik város kelet-nyugati irányban mintegy két kilométerre nyúlt, észak-déli irányban pedig valamivel kisebb volt. A városnak nagyjából az Agora volt a centruma, aminek közvetlen déli szomszédja volt az Akropolisz. A Pnüksz domb, ahol az athéni népgyűlés összejött, a város nyugati végén volt.
A legfontosabb vallási helyszín Pallasz Athéné temploma, a Parthenón volt az Akropolisz tetején, aminek látványos romjai ma is megvannak. Két másik fontos helyszín volt Hephaisztosz temploma – ami ma is jórészt érintetlen – és az Olümpeion, az Olümposzi Zeusz temploma – valaha Görögország legnagyobb temploma, ma rom –, amelyek szintén a falakon belül voltak.
A csúcson, az i. e. 5. században és az i. e. 4. században Athénnak és a falakon kívül fekvő elővárosainak együtt valószínűleg mintegy 300 ezer lakosa lehetett. Ezek nagy része rabszolga és metoikosz (letelepedett külföldi) volt, akiknek nem voltak politikai jogai, és fizettek – egy ideig – az Athénban való letelepedésért. Valószínűleg legfeljebb 10-20% lehetett felnőtt férfi polgár (politész), akiknek joga volt részt venni és szavazni a népgyűlésen, valamint hivatalt viselni. Nagy Sándor hódításai után a város lakossága csökkenni kezdett, ahogy a görögök keletre költöztek új hellenisztikus birodalomba.

## Athén korai története

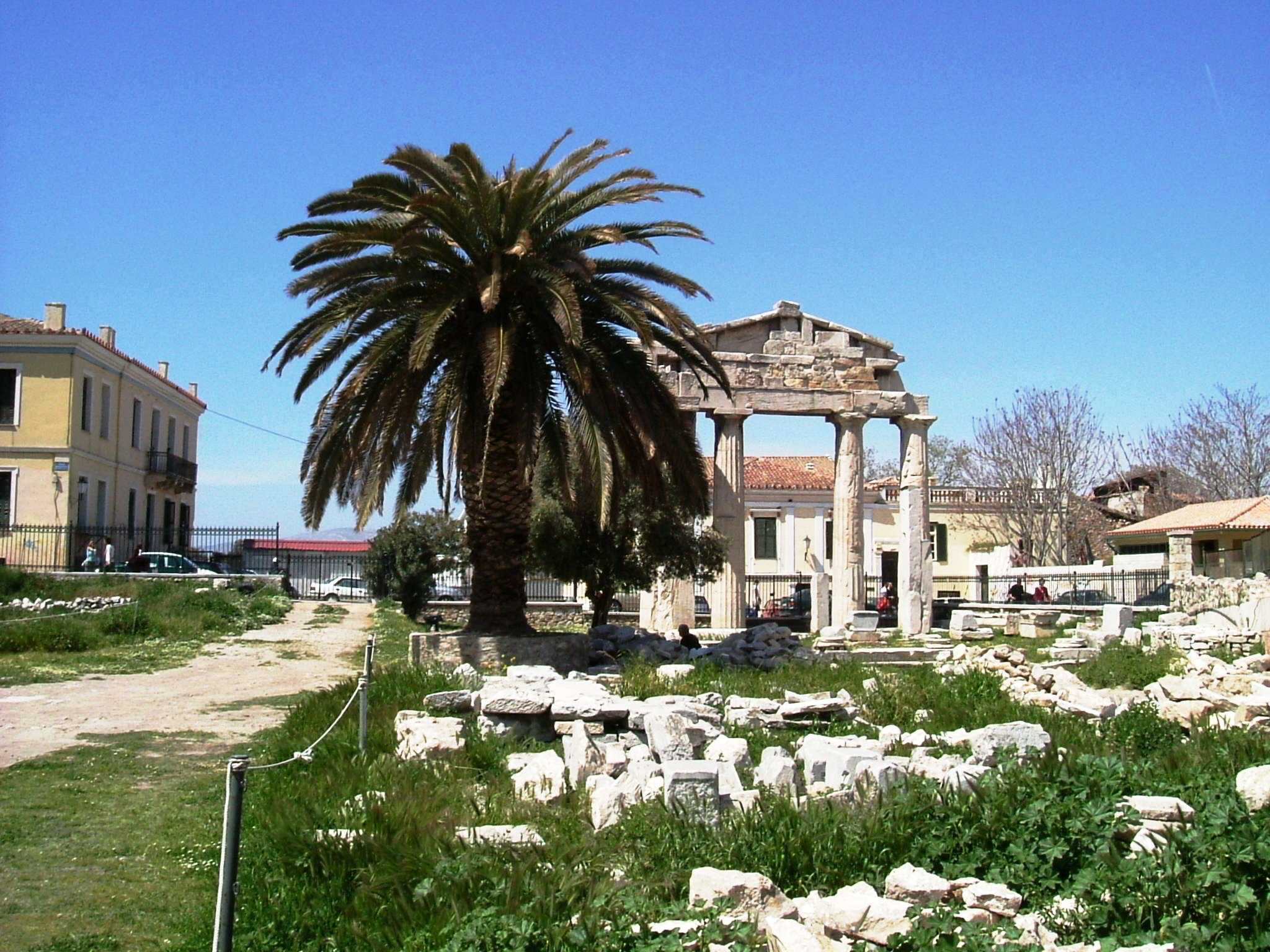
Az Agora, Athén kereskedelmi központja, romjai

Az athéni Akropolisz területe a újkőkorszak óta lakott. i. e. 1400-ra Athén a mükénéi civilizáció egyik erős központjává vált (ld. Thészeusz legendakörét). Más mükénéi centrumoktól eltérően – mint Mükéné, Pülosz – Athént nem fosztották ki, és nem néptelenedett el a dór vándorlás idején i. e. 1200 körül, és az athéniak mindig úgy tartották, hogy ők "tiszta" iónok dór elem nélkül. Mindenesetre Athén elvesztette minden hatalmát és valószínűleg kis hegyi erőddé süllyedt.
Az i. e. 8. századra Athén újra felemelkedett, a görög világban való központi fekvése, biztonságos akropolisza és tengeri kijárata folytán, ami természetes előnyt biztosított számára olyan potenciális riválisokkal szemben, mint Thébai és Spárta. Az i. e. 1. évezred elejétől Athén önálló városállam (polisz) volt, amit eleinte királyok kormányoztak. A király a földbirtokos arisztokrácia élén állt, akiket eupatridáknak (jószületésűek) neveztek, akiknek kormányzati eszköze az Arész dombján, az Areioszpagoszon ülésező hasonló nevű tanács volt. Ez a tanács nevezte ki a város vezetőjét, az arkhónt, majd később az arkhónokat.
Ebben az időszakban Athénnak sikerült Attika más városait és falvait irányítása alá vonnia. Ez a folyamat, a szünoikia („összehozni egy otthonba”) a görög szárazföld legnagyobb és leggazdagabb államát hozta létre, de úgyszintén egy nagy osztályt is, amit a nemesség kizárt a politikai életből. Az i. e. 7. századra fokozódott a társadalmi nyugtalanság és az Areioszpagosz megbízta Drakónt, hogy hozzon szigorú törvényeket ("drákói törvények"). Amikor ez eredménytelen maradt, Szolónt bízták meg, hogy hozzon létre új alkotmányt (kb. i. e. 594).

## Reform és demokrácia

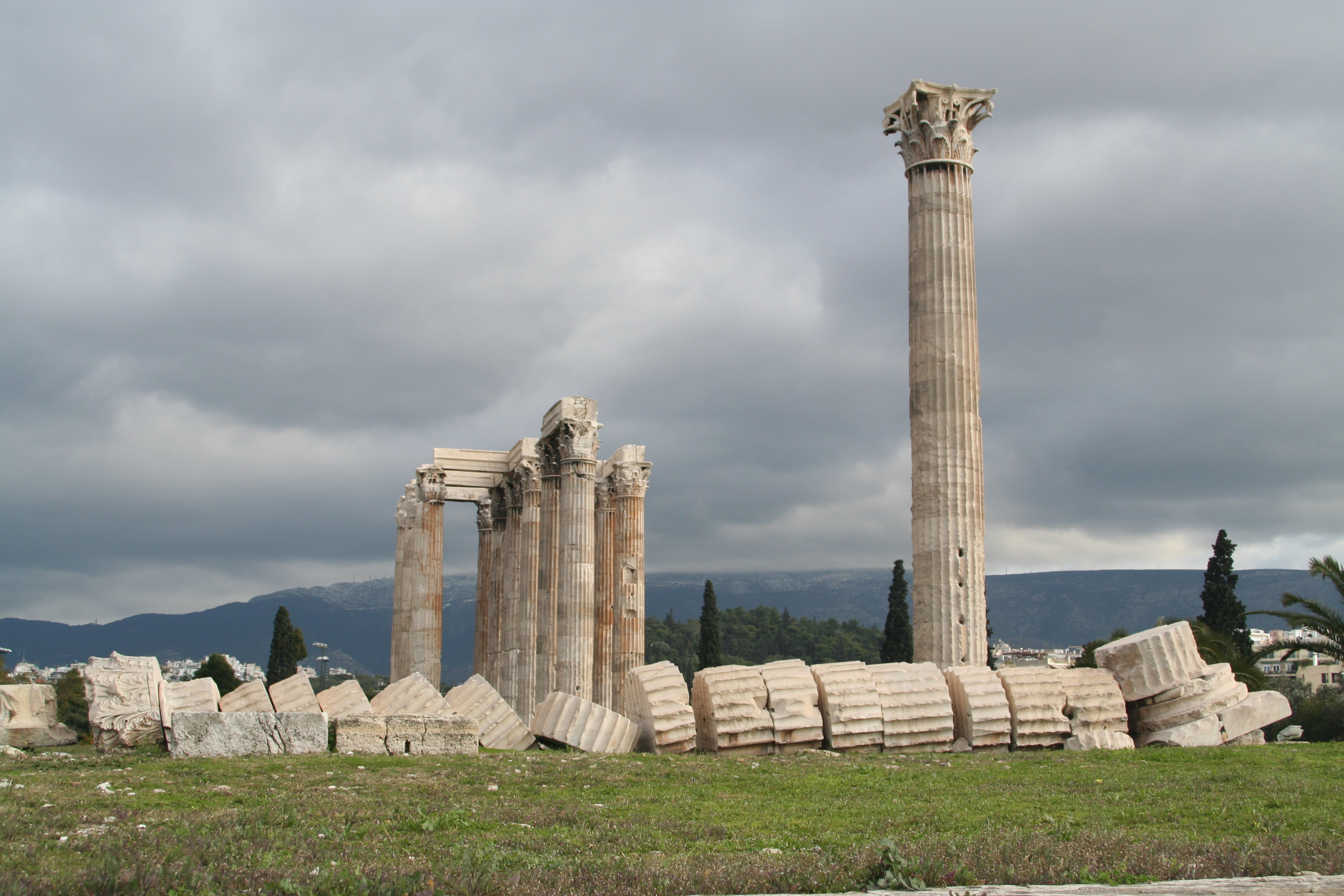
Az Olümposzi Zeusz templomának romjai Athénban.

A demokrácia kialakulásának első fő állomása Drakónnak köszönhető. Ő írásba foglalta a törvényeket, ezzel megszüntetve a szokásjogot. Törvényeit vérrel írta le, ez is mutatja a törvények szigorát. Azt gondolta, hogy a kis érték lopása is nagy bűn, és ezért halálbüntetés járt érte. Drakón törvényei az arisztokrácia érdekeit szolgálták.
A volt arkhón, Szolón reformjai (kb. i. e. 570-es évek) gazdasági és politikai kérdéseket is érintettek. Az eupatridák hatalmát csökkentette az adósrabszolgaság eltörlésével, a nagy földbirtokok felosztásával, ami lehetővé tette a sikeres városi kereskedőosztály felemelkedését. Politikailag Szolón négy osztályra osztotta az Athéniakat vagyonuk és hadviselő képességük alapján. A legszegényebb osztály, a thészek, akik a társadalom többségét tették ki, először kapott politikai jogokat azzal, hogy szavazhatott az athéni népgyűlésen, de csak a felső osztályok viselhettek hivatalt. Az Areioszpagosz tovább létezett, de hatalma csökkent.
A reform lerakta a majdani athéni demokrácia alapjait, de rövid távon képtelen volt lecsillapítani az osztálykonfliktusokat, és sok év küzdelmei után a Peiszisztratosz – Szolón erómenosza (Plutarkhosz) – vezette néppárt szerezte meg a hatalmat. Peiszisztratosz népszerű türannoszként vezette a várost, ami virágzásnak indult. A szolóni intézmények megmaradtak, csak családja és hívei kerültek a pozíciókba.
Peiszisztratosz i. e. 527-ben halt meg, a hatalomban fiai, Hippiász és Hipparkhosz követték. Ők sokkal kevésbé hozzáértő irányítóknak bizonyultak. I. e. 514-ben magánügyből kifolyólag Hipparkhoszt meggyilkolták (ld. zsarnokölők). Hippiász ekkor igazi diktatúrát vezetett be, ami rendkívül népszerűtlenné tette és egy spártai hadsereg segítségével i. e. 510-ben megbuktatták. Az arisztokrata származású radikális politikus Kleiszthenész ezután magához ragadta a kezdeményezést, és reformjaival bevezette a demokráciát Athénban.
Kleiszthenész reformjai a négy hagyományos attikai-jón phülé területi alapon 10 phülére osztotta Attikát, amelyik mindegyike 50 tagot küldhetett a buléba, avagy ötszázak tanácsába, ami minden nap összeült. Minden phülé 3 trittüszre oszlott. Egy trittüsz egy vagy több démoszból állt azok nagyságától függően. A népgyűlésen minden szabad polgár (politész) részt vehetett, választhatóságukat pedig a reform kiszélesítette, csak a legalsó, negyedik vagyoni osztály nem volt választható ekkor a buléba, arkhónok pedig már az első két osztály tagjai lehettek. Az Areioszpagosz számára csak az emberölési ügyek feletti bíráskodás és vallási ügyek maradtak. i. e. 487-től az arkhónokat nem választották, hanem sorsolták, csak a sztratégoszokat és a legfőbb gazdasági tisztviselőket választották továbbra is. Ez a rendszer bizonyos kisebb reformokkal rendkívül stabil maradt és fennállt egészen a római időkig.

## A klasszikus Athén

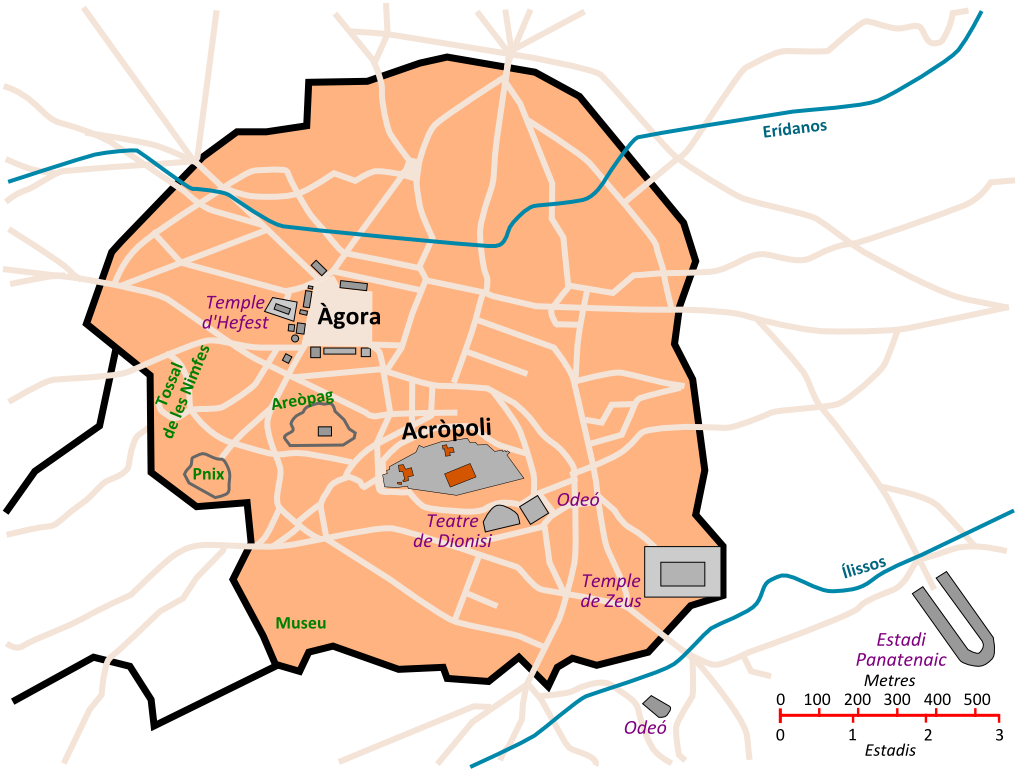
A klasszikus kori Athén

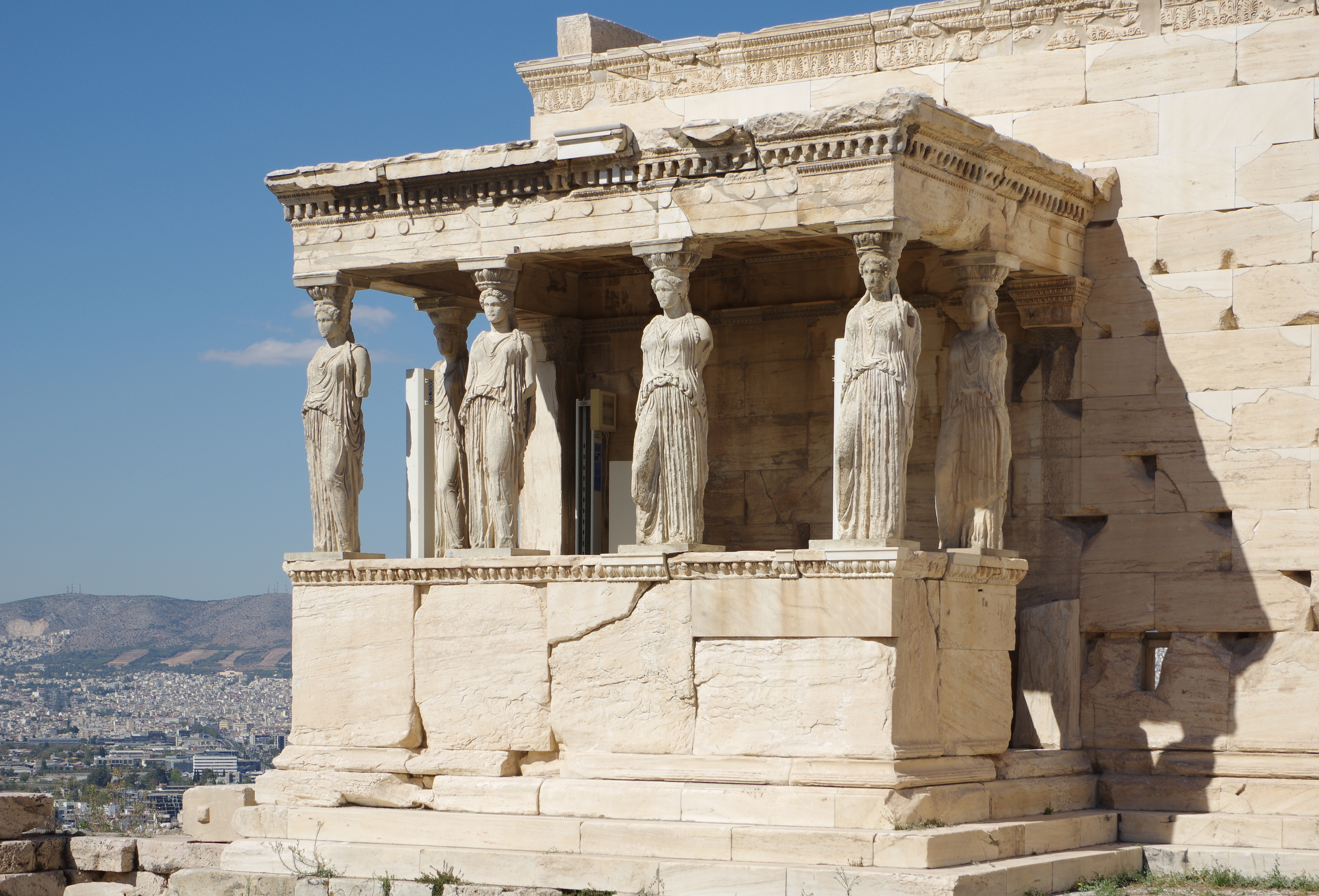
Az Erekhteion a kariatidákkal Athénban.

Athén felemelkedése előtt Spárta tekintette magát Görögország vezető hatalmának, vagy hegemónjának. I. e. 499-ben Athén csapatokat küldött Kis-Ázsiába, hogy segítse a ión felkelést a Perzsa Birodalom ellen. A felkelés leverése után a perzsák két hadjáratot is indítottak a görög szárazföld ellen a görögök megbüntetésére és alávetésére. Az első során a perzsákat az i. e. 490-ben a marathóni csatában az athéniak verték meg Miltiadész parancsnoksága alatt, a másodikban az egyesült görög flotta az athéni Themisztoklész vezetésével i. e. 480-ban a szalamiszi csatában a perzsa flottát győzte le. Spárta helyett Athén vette át a görög világ vezetését, és a harcok színterét áttette Kis-Ázsiába. A felszabadított városokból létrehozta a Déloszi Szövetséget, ami idővel athéni birodalommá vált.
Az i. e. 5. században Athén volt a görög irodalom és művészetek (ld. görög színház) központja és az évszázad végétől itt működtek a görög filozófia legnagyobb alakjai. A nyugati kulturális és intellektuális történelem legnagyobb nevei közül néhány ebben az időszakban Athénban élt: a drámaíró Aiszkhülosz, Arisztophanész, Euripidész és Szophoklész, a filozófus Szókratész és tanítványa a fiatal Platón, a történész Hérodotosz, Thuküdidész és a fiatal Xenophón, a költő keószi Szimónidész és a szobrász Pheidiász. Periklész volt a korszak legnagyobb államférfija, aki a Déloszi Szövetség tagjai által fizetett adókat a Parthenón és más neves épületeket építésére használta fel. Periklész szavaival a város Hellász iskolája lett.
A görög államoknak athéni hegemónia miatti növekvő dühe végül a peloponnészoszi háborúhoz vezetett i. e. 431-ben, amiben Athénnal és a Déloszi Szövetséggel Spárta és a Peloponnészoszi Szövetség harcolt egymás ellen. Kezdetben nem nagyon bírtak egymással, mivel Athén tengeri, Spárta pedig szárazföldi hatalom lévén nem tudtak igazán összecsapni egymással. Átmenetileg békét kötöttek i. e. 421-ben (Nikiász-féle béke), de a harcok három év múlva kiújultak. i. e. 415-ben a háborús párt vezetője, Alkibiadész kezdeményezésére nagy erejű expedíciót küldtek Szürakuszai ellen Szicílába. Az expedíciót végül Nikiász vezette, Alkibiadész pedig az ellene felhozott vádak miatt Spártába menekült, ahol rávette a spártaiakat, hogy küldjenek segítséget Szürakuszainak. Szicíliában az athéni hadsereg és flotta teljesen odaveszett, amit Athén nem tudott kiheverni és a tengeren is Spárta kerekedett felül. 
i. e. 405-ben a spártai flotta Lüszandrosz vezetésével döntő vereséget mért az athéni flottára az aigoszpotamoi csatában. Athént a tengeri szállítási útvonalaktól elvágták és éhínség fenyegette. Ostrom alá vették, és i. e. 404-ben megadta magát. Lüszandrosz véget vetett a demokráciának Athénban és bevezette a harmincak oligarchikus uralmát, amit a harminc zsarnok uralmaként ismerünk. Ez rendkívül népszerűtlen volt, felkelés tört ki és i. e. 403-ban az athéniak helyreállították a demokráciát.
Az i. e. 4. században Athén valamelyest visszanyerte erejét, újraszervezte a megváltozott Déloszi Szövetséget. Spárta szűklátókörű uralmát volt szövetségesei is hamar megelégelték, és Argosz, Korinthosz valamint Thébai i. e. 395 és i. e. 387 között már szövetségben harcolt Athénnal a korinthoszi háborúban. A háború döntetlenül végződött, Athén viszont visszaszerezte cselekvési szabadságát, ha régi hatalmát nem is. Ezekben az évtizedekbenben a város gazdaságilag virágzott és Platón a háború vége táján alapította meg Akadémiáját.
Spárta hatalmát végül Thébai törte derékba a leuktrai csatában a spártai elit színe-javát lemészárolva i. e. 371-ben. Az ezt követő évtizedben a görög államok már-már végzetszerűen a legújabb hegemón, Théba ellen fordultak, s a görög történelem legnagyobb hoplitacsatájában Athén és Spárta egy sor más várossal együtt immár szövetségesként harcolt Théba ellen i. e. 362-ben Mantineánál. A csatában tulajdonképpen Théba győzött, de elesett kivételes katonai tehetségű vezérük Epameinóndasz is, s ezért a csata után a status quo alapján békét kötöttek.
A század közepére viszont a feltörekvő északi királyság, Makedónia és uralkodója II. Philipposz kezdett dominálni a görög ügyekben, a független Athén utolsó nagy államférfia, Démoszthenész figyelmeztetése (filippikák ellenére. i. e. 338-ban II. Philipposz a khairóneiai csatában legyőzte a görög városok hadseregét, gyakorlatilag véget vetve ezzel önállóságuknak, bár ezután is a római hódításig bizonyos belső autonómiával rendelkeztek. Philipposz utóda, Alexandrosz, akit Nagy Sándorként ismerünk, rendkívül nagyra becsülte Athént. Nevelője, Arisztotelész Athénba tért vissza – ahol korábban Platónnál tanult – amikor felserdült tanítványa világhódító útjára indult és megalapította saját filozófiai iskoláját, a Lükeiont. Athén gazdag város maradt, briliáns kulturális élettel. Két évszázad makedón felsőbbség után Makedónia és Görögország a Római Birodalom része lett i. e. 146-ban.
Athén a félévezredes római uralom alatt is oktatási és filozófiai centrum maradt, császárok patronálták, mint Néró és Hadrianus, de a birodalom kereszténységre való áttérése véget vetett a város pogány oktatási központ szerepének: I. Justinianus bizánci császár végleg bezáratta a filozófiai iskolákat 529-ben. Általában ezt tekintjük Athén antik története végének.

## A bizánci Athén

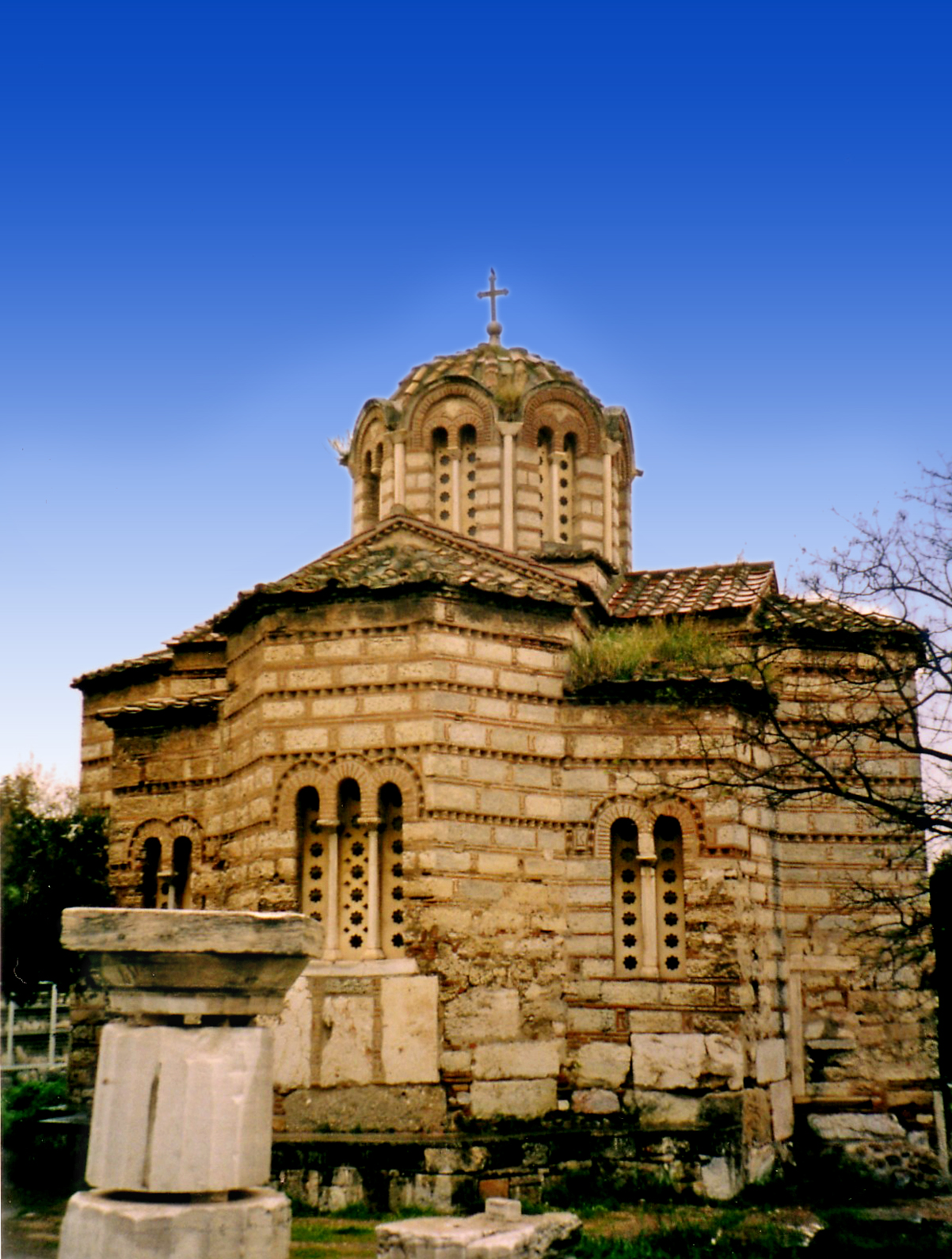
Bizánci templom az athéni Agorán

A Bizánci Birodalom idején Athén egy vidéki város volt, és szerencséje forgandó volt. A korai években sok műalkotását a császárok elrabolták és Konstantinápolyba vitték. Továbbá, bár az Égei-tenger és szigetei bizánci ellenőrzés alatt maradtak, a közvetlen ellenőrzés a 7. században és a 8. században nemigen terjedt túl a partvidéken. 600-tól kezdve a város jelentősen összezsugorodott az avar betörések miatt, és saját régi önmagának árnyékává vált. A 7. században Görögország nagy részét szlávok rohanták le északról, és Athénra a bizonytalanság korszaka köszöntött. A 8. század végétől a birodalom kezdett magához térni az egymást követő inváziók pusztító hatásából, és megkezdődött Görögország visszafoglalása. Görögöket telepítettek be Szicíliából és Kis-Ázsiából. A szlávokat vagy kiűzték, vagy asszimilálták. A 9. század közepére Görögország ismét görög volt, és a város kezdett talpraállni. Ahogy más városok is, hasznot húzott a növekvő biztonságból és a központi hatalom erősödéséből és ismét terjeszkedni kezdett.
Az 1071-es manzikerti csata utáni török invázió és a velejáró polgárháborúk elkerülték a régiót, és Athén sértetlen maradt. Amikor a Bizánci Birodalom a Komnenoszok uralma alatt megerősödött, Attika és Görögország virágzott. A régészeti bizonyítékok szerint a középkori város gyors és tartós növekedésen esett át, ami a 11. században kezdődött és a 12. század végéig tartott. Az agora, ami az antikvitás vége óta elnéptelenedett, újra épülni kezdett, és a város hamarosan a szappan- és festékgyártás központja lett. Egyik negyedének a neve 'Konkhüliarai' volt bíborcsigahalászai után, a régészek pedig festékházat tártak fel ebből a korból kádakkal és dézsákkal. A város növekedése vonzotta a velenceieket, és sok más kereskedőt is – akik gyakran megfordultak az égei kikötőkben – Athénba. Ez a kereskedelmi érdeklődés tovább hajtotta a gazdasági fellendülést.
A 11. és 12. századot a bizánci művészet aranykorának tartják. Majdnem az összes legfontosabb bizánci templom Athénban ebben a korban épült, és ez általában is tükrözi a város növekedését. A középkori fellendülésnek azonban végeszakadt. 1204–1453-ig Athénért a bizánciak a Latin Császárság francia és olasz lovagjaival harcolt. A La Roche család francia lovagjai elnyerték az Athén hercege címet. Később katalán és szicíliai kalandorok irányították a várost a 14. század egy részében.

## Az oszmán kori Athén

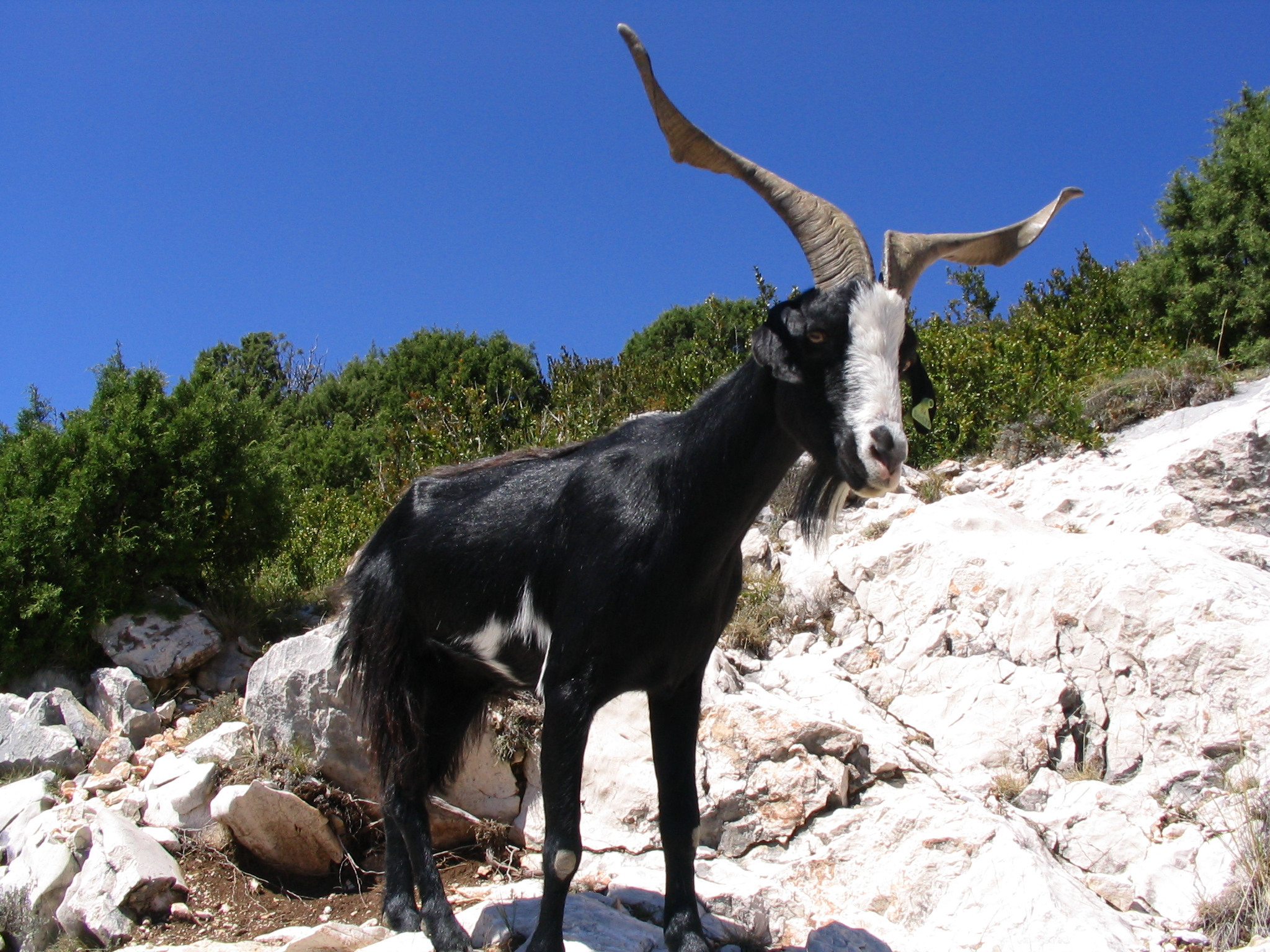
Falusi élet Athénban

Végül 1458-ban Athén az Oszmán Birodalom birtokába jutott. A város lakossága lecsökkent és a 17. századra egy kis faluvá vált. A 17. században nagy pusztítás érte Athént, amikor az oszmán hatalom hanyatlani kezdett. Velence 1687-ben megtámadta Athént. Egy az Akropoliszra leadott ágyúlövés felrobbantotta a Parthenónban levő lőporraktárat, és az épület súlyosan megsérült. Az Akropolisz elfoglalása után az épületek köveit a velenceiek a falak javítására használták. A következő évben a törökök tűz alá vették a várost. Régi emlékművek semmisültek meg, amiknek köveit a törökök egy új fal építésére használták, amivel 1778-ban körülvették a várost. 1801 és 1805 között Lord Elgin, az athéni brit rezidens domborműveket távolított el a Parthenónról (Elgin-márványok).
1822-ben a görög felkelők elfoglalták a várost, de az 1826-ban megint török kézbe került. A régi műemlékek megint súlyos károkat szenvedtek. A törökök itt maradtak 1833-ig, amikor visszavonultak és Athén lett az újonnan alapított Görög Királyság fővárosa. Ekkoriban a város lényegében lakatlan volt, néhány épületcsoportból állt az Akropolisz tövében, ahol ma a divatos Plaka negyed van.

## A modern Athén
Athént történelmi és érzelmi okokból választották fővárosul és nem azért, mert működő város lett volna. Csak kevés épület van Athénban ami a római idők és 19. század közé datálható. Ottó király uralkodása (1832–1862) alatt lefektették egy modern város tervét és középületeket emeltek. E kor legszebb emlékei az Athéni Egyetem, a Görög Nemzeti Könyvtár és a Görög Nemzeti Akadémia a Panepisztimiu úton.
Athén első robbanásszerű növekedését az 1921-es Törökország elleni katasztrofális háború után élte át 1921-ben, amikor Kis-Ázsiából több mint egymillió menekült telepedett le Görögországban. Az olyan külvárosok, mint Nea Ionia és Nea Szmürni menekülttáborokként kezdték Athén körül. Athént elfoglalták a németek a második világháborúban és szörnyű nyomorban élt a háború későbbi éveiben. 1944-ben súlyos harcok dúltak a városban a Görög Kommunista Párt erői és a britek által támogatott királypártiak között (ld. görög polgárháború).
A háború után a város megint nőni kezdett, ahogy az emberek elkezdtek bevándorolni vidékről és a szigetekről, hogy munkát találjanak. Az Európai Unióba való 1981-es belépés a befektetések új hullámát hozta, de növelte a szociális és környezeti problémákat is. Az athéni forgalmi torlódások és légszennyeződés a világon a legnagyobbak közé tartoztak. Ez új veszélyt jelentett a történelmi emlékművekre, a rezgések gyengítették az alapokat, a légszennyezés korrodálta a márványt. A város környezeti és infrastrukturális problémái miatt képtelen volt az 1996-os centenáriumi olimpiai játékok biztosítására.
Ezután a megalázás után a város és a kormány az Unió pénzügyi segítségével nagy infrastrukturális beruházásokba kezdett. Új repülőteret és metróhálózatot építettek. A légszennyezés visszaszorítása érdekében korlátozták az autókat a városközpontban, és a város megrendezhette a 2004-es játékokat.

## Híres athéniek
- Aiszkhülosz
- Alkibiadész
- Arisztophanész
- Arisztotelész
- Démoszthenész
- Drakón
- Ephialtész
- Euripidész
- Hérodotosz
- Iréné császárnő
- Kimón
- Kleiszthenész
- Kleón
- Nikiász
- Periklész
- Pheidiasz
- Peiszisztratosz
- Platón
- Keószi Szimonidész
- Szókratész
- Szolón
- Szophoklész
- Themisztoklész
- Thuküdidész
- Xenophón

## Antik helyszínek Athénban
- az Akropolisz a Parthenónnal
- Agora
- Hadrianus diadalíve
- Areioszpagosz
- Kerameikon
- Lüszikratész emlékműve
- Philopapposz emlékműve
- Pnüksz
- Hephaisztosz temploma
- Olümposzi Zeusz temploma
- Szelek tornya

## Kapcsolódó szócikk
- Mindennapi élet Athénban Periklész korában